# Falck A/S
La Falck A/S è un'azienda danese operante nei servizi di prevenzione, assistenza medica, assistenza stradale e servizi anti incendio. È operativa in oltre 40 nazioni ed è presente in tutti i continenti.